# Associazione Sportiva Sora 1939-1940
Questa voce raccoglie le informazioni riguardanti l'Associazione Sportiva Sora nelle competizioni ufficiali della stagione 1939-1940.
| N. |                   | Ruolo | Calciatore          |
| -- | ----------------- | ----- | ------------------- |
|    | Italia (bandiera) | D     | Giuseppe Abrami     |
|    | Italia (bandiera) | P     | Gerardo Affinito    |
|    | Italia (bandiera) | A     | Romolo Battista     |
|    | Italia (bandiera) | C     | Ovidio Conte        |
|    | Italia (bandiera) | C     | Umberto Dalla Monta |
|    | Italia (bandiera) | D     | Enrico De Gasperi   |
|    | Italia (bandiera) | A     | Pasquale Di Stefano |
|    | Italia (bandiera) | D     | Avanti Fabrizio     |
|    | Italia (bandiera) | A     | Marcello Faccini    |
|    | Italia (bandiera) | C     | A. Favoriti         |
|    | Italia (bandiera) | A     | Averaldo Florio     |
|    | Italia (bandiera) | P     | Cesare Francalancia |
|    | Italia (bandiera) | A     | P. Gigli            |

| N. |                   | Ruolo | Calciatore          |
| -- | ----------------- | ----- | ------------------- |
|    | Italia (bandiera) | P     | Nazzareno Incagnoli |
|    | Italia (bandiera) | D     | Vincenzo Lilla      |
|    | Italia (bandiera) | D     | Michele Lombardi    |
|    | Italia (bandiera) | D     | Emilio Macciocchi   |
|    | Italia (bandiera) | D     | Vittorio Martinelli |
|    | Italia (bandiera) | A     | Pietro Mazzola      |
|    | Italia (bandiera) | D     | Luigi Perugini      |
|    | Italia (bandiera) | D     | Brando Pepi         |
|    | Italia (bandiera) | C     | Vittorio Senese     |
|    | Italia (bandiera) | A     | Enrico Schiavetti   |
|    | Italia (bandiera) | C     | Antonio Tersigni    |
|    | Italia (bandiera) | D     | C. Tuzi             |
|    | Italia (bandiera) | A     | Rolando Vicini      |